# Eino Leino
Eino Leino (6. juli 1878 – 10. januar 1926) var en finsk digter, oversætter og journalist, der regnes som en af pionererne i finsk digtning. I sine digte kobler han moderne elementer med finske folkelige elementer, og stilen i mange af hans værker læner sig op ad Kalevala og folkesange. Naturen, kærlighed og desperation forekommer ofte i Leinos arbejder. Han er fortsat i dag kendt og elsket i Finland.

## Opvækst
Eino Leino blev født i Paltamo i Kainuu og fik navnet Armas Einar Leopold Lönnbohm. Han var den syvende og yngste søn i en familie med ti børn. Leinos far havde ændret sit efternavn fra det finske Mustonen til det svenske Lönnbohm for at fremme sin karriere i en tid, hvor svensk stadig var den herskende klasses sprog. 
Leino fik trykt sit første digt som tolvårig, og som attenårig udgav han digtsamlingen Maaliskuun lauluja.

## Karriere som skribent
Allerede i en ung alder blev Leino prist af kritikken. Han havde derfor relativt let ved at komme ind i litteratur- og aviskredsene i landet, og han blev ligeledes politisk aktiv i det Ungfinske Parti. Blandt hans venner var kunstneren Pekka Halonen samt Otto Manninen, der blev kendt som digter og oversætter.
Efter den finske borgerkrig mistede Leino den idealistiske tro på en national enhed i landet, og han mistede efterhånden sin indflydelse som journalist og polemiker. Han blev i 1918 tildelt en statspension som forfatter i en alder af 40 år. Trods dette og flid med udgivelsen af flere egne samt oversatte værker havde han økonomiske problemer, og dertil kom, at hans helbred blev dårligt. "Livet er altid en kamp med de evige magter" skrev han i et brev i 1925 til sin ven Bertel Gripenberg.
Leino udgav over 70 bøger med digte og historier. De mest kendte er de to bind digtsamlinger Helkavirsiä (1903, 1916), hvori han i udstrakt grad anvender den finske mytologi og folklore. Som oversætter gjorde han blandt andet bemærket ved at være den første, der oversatte Dante Alighieris Den guddommelige komedie til finsk.
Eino Leino var gift tre gange og far til en datter, Helka. Han døde som 46-årig i Tuusula i Nyland i 1926.